# Bee Gees Gold
Bee Gees Gold è una compilation, pubblicata solo negli Stati Uniti d'America, in Giappone (7 marzo 1967 e nel Regno Unito, incentrata sui primi successi dei Bee Gees. Etichettato come "Volume 1", conteneva i loro primi 20 successi statunitensi tra il 1967 e il 1972 (più "I Can't See Nobody", un album tratto da Bee Gees 1st). L'album doveva sostituire le due precedenti compilation di successi, Best of Bee Gees e Best of Bee Gees, Volume 2. Ha raggiunto la posizione #50 nella classifica degli album di Billboard durante un periodo in cui i Bee Gees erano in cima alle classifiche con il loro nuovo sound Rhythm and blues/Disco nel loro album di allora Children of the World. Divenne disco d'oro negli Stati Uniti, nel gennaio 1978, ed ha venduto 1,3 milioni di copie fino ad oggi. Un secondo volume fu pubblicato nel 1980 come Bee Gees Greatest, che riassumeva gli anni della disco music dal 1975 al 1979.
L'album non è mai stato pubblicato su CD, sebbene le due precedenti compilation sopra menzionate siano state pubblicate alla fine degli anni '80. Le versioni in cassetta erano disponibili fino agli anni '90.

## Tracce
Tutte le canzoni sono scritte da Barry Gibb, Robin Gibb e Maurice Gibb, tranne dove indicato.
Lato A
1. How Can You Mend a Broken Heart – 3:57 (Barry Gibb, Robin Gibb)
2. Holiday – 2:52 (B. Gibb, R. Gibb)
3. To Love Somebody – 2:58 (B. Gibb, R. Gibb)
4. Massachusetts – 2:22
5. Words – 3:13
6. Lonely Days – 3:46

Lato B
1. Run to Me – 3:10
2. I've Gotta Get a Message to You – 2:59
3. My World – 4:18 (B. Gibb, R. Gibb)
4. I Can't See Nobody – 3:43 (B. Gibb, R. Gibb)
5. I Started a Joke – 3:04
6. New York Mining Disaster 1941 – 2:09 (B. Gibb, R. Gibb)